# Buparellus mitylus
Buparellus mitylus is een hooiwagen uit de familie Beloniscidae. De wetenschappelijke naam van Buparellus mitylus gaat terug op Thorell, 1889. De originele naamcombinatie (protoniem) was Bupares mitylus Thorell 1889. Een volgende naamrecombinatie werd gepubliceerd als Buparellus mitylus  (Thorell, 1889) in Roewer, 1949.